# Mac McClung
Pour les articles homonymes, voir McClung.
Matthew "Mac" McClung, né le 6 janvier 1999 à Gate City en Virginie aux États-Unis, est un joueur américain de basket-ball évoluant au poste de meneur et mesurant 1,86 m.

## Carrière junior

### Au lycée
Mac McClung commence à dunker en deuxième année en jouant au basket-ball au lycée de Gate City. Il se taille une réputation de dunkeur acrobatique tout au long de sa carrière au secondaire. MaxPreps le qualifie de "l’un des joueurs les plus excitants de la nation". En tant que junior, le 24 février 2017, il marque 64 points contre Dan River High School au tournoi 2A West de la Virginia High School League (VHSL). Il s'agit de la meilleure performance de l’histoire de l’école et la plus élevée parmi les écoles publiques de Virginie depuis 1984. Sur la saison ses moyennes sont de 29,0 points, 5,5 passes et 3,0 interceptions par match pour les Blue Devils et il est nommé joueur de basket-ball de l’année par le Bristol Herald Courier. Pendant l’été, il s’engage à jouer pour Rutgers au niveau universitaire.
Le 12 décembre, il fait ses débuts chez les seniors en marquant 47 points, marquant 18 sur 23, dans une victoire de 96 sur 43 contre Lee High School. Parmi les participants se trouvait l’entraîneur-chef de Georgetown, Patrick Ewing. Le 11 janvier 2018, après que l’entraîneur adverse James Schooler lui aurait dit "vous allez à Georgetown pour vous asseoir", McClung marque 44 points contre Fern Creek High School de Louisville, Kentucky au tournoi Arby’s Classic à Bristol, Tennessee. En février 2018, McClung bat le record détenu par Allen Iverson en marquant 948 points en 25 matchs en VHSL. Il termine sa carrière à l’école secondaire avec le premier championnat d’État de Gate City, marquant 47 points dans une victoire de 80 à 65 en match contre Robert E. Lee High de Staunton. Ses 47 points battent un record de points toutes classes VHSL pour un match de championnat qui était détenu par J. J. Redick. McClung termine la saison avec 1 153 points et 2 801 points pour sa carrière, également un record VHSL toutes classes, et est de nouveau nommé Southwest Virginia Player of the Year par le Herald Courier. Il remporte le slam dunk au Ballislife All-American Game.
Avant sa dernière saison d’études secondaires, le 6 octobre 2017, McClung renonce à rejoindre Rutgers pour s'engager avec Georgetown.

### À l'université

#### Hoyas de Georgetown (2018-2020)
Mac McClung commence sa carrière universitaire avec les Hoyas de Georgetown.
Le 22 décembre 2018, McClung établit un record du nombre de points pour un joueur de Georgetown en première année avec 38, dans une victoire de 102 à 94 contre les Trojans de l'USC. En première année, il réalise en moyenne 13,1 points et 2,6 rebonds. McClung est nommé à la Big East All-Freshman Team. En février 2020, pendant sa deuxième saison, il manque plusieurs matchs en raison d'une blessure au pied. McClung ne participe qu'à 21 matchs en raison de la blessure, avec des moyennes de 15,7 points, 2,4 passes décisives et 1,4 interception en 27 minutes par match en deuxième année. Après la saison, il candidate à la draft 2020 de la NBA et signe avec un agent certifié par la NCAA pour maintenir son admissibilité collégiale. Le 13 mai, il abandonne sa candidature et entre dans le portail de transfert de la NCAA.

#### Red Raiders de Texas Tech (2020-2021)
Le 27 mai 2020, McClung quitte Georgetown et annonce qu'il rejoint l'équipe des Red Raiders de Texas Tech. Il obtient une dispense d’admissibilité immédiate le 30 octobre. Lors de ses débuts avec Texas Tech, le 25 novembre, McClung marque 20 points dans une victoire de 101–58 contre les Demons de Northwestern State. En tant que junior, ses statistiques sont en moyenne de 15,5 points, 2,7 rebonds et 2,1 passes décisives par match.
McClung entre de nouveau dans le portail de transfert en avril 2021, tout en se déclarant simultanément pour la draft 2021 de la NBA. En mai 2021, McClung confirme sur Twitter qu’il resterait dans la draft et qu’il renoncerait à son admissibilité restante à l'université.

## Carrière professionnelle
Non choisi lors de la draft 2021, il dispute la Summer League avec les Lakers de Los Angeles et y signe ensuite un contrat mais est licencié avant le début de la saison régulière.
Le 21 décembre 2021, il s'engage pour 10 jours en faveur des Bulls de Chicago. Le 1er janvier 2022, il s'engage à nouveau pour 10 jours avec la franchise de l'Illinois. McClung joue une rencontre et trois minutes avec les Bulls de Chicago.
Le 9 avril 2022, il signe un contrat two-way en faveur des Lakers de Los Angeles.
Le 14 février 2023, il signe un contrat two-way en faveur des 76ers de Philadelphie.
En avril 2023, McClung remporte le championnat de G League avec les Blue Coats. Il joue ensuite 2 rencontres avec les 76ers, les deux dernières de la saison.

## Palmarès

### Distinctions personnelles

#### Université
- Big East All-Freshman Team (2019)

#### NBA
- Vainqueur du Slam Dunk Contest lors du All-Star Game 2023.

- Vainqueur du Slam Dunk Contest lors du All-Star Game 2024.
- Vainqueur du Slam Dunk Contest lors du All-Star Game 2025.

### En club
- Champion NBA G League 2022-2023.
- MVP de NBA G League 2023-2024.

## Statistiques

### Universitaires
| Saison    | Équipe     | Matchs | Titul. | Min./m | % Tir | % 3pts | % LF | Rbds/m. | Pass/m. | Int/m. | Ctr/m. | Pts/m. |
| --------- | ---------- | ------ | ------ | ------ | ----- | ------ | ---- | ------- | ------- | ------ | ------ | ------ |
| 2018-2019 | Georgetown | 29     | 29     | 26,4   | 39,2  | 27,7   | 79,8 | 2,60    | 2,00    | 0,80   | 0,10   | 13,10  |
| 2019-2020 | Georgetown | 21     | 20     | 26,8   | 39,4  | 32,3   | 80,2 | 3,10    | 2,40    | 1,40   | 0,20   | 15,70  |
| 2020-2021 | Texas Tech | 29     | 29     | 30,2   | 41,9  | 34,3   | 79,3 | 2,70    | 2,10    | 0,80   | 0,30   | 15,50  |
| Carrière  | Carrière   | 79     | 78     | 27,9   | 40,3  | 31,3   | 79,7 | 2,80    | 2,20    | 1,00   | 0,20   | 14,70  |